# Ōkyo Maruyama
Ōkyo Maruyama (jap. 円山 応挙 Maruyama Ōkyo; ur. 1733, zm. 1795) – japoński malarz, twórca szkoły malarskiej nazwanej jego nazwiskiem.
Pochodził ze wsi położonej w okolicach Kioto, w młodości zdobył podstawy warsztatu rzemieślniczego, projektując desenie tkanin, wyroby z laki i lalki. Pobierał nauki u Ishidy Yūteia, mistrza szkoły Kanō. Od około 1766 roku pozostawał w zażyłości z Yūjō, opatem klasztoru Emmai-in, który otoczył artystę mecenatem. Jego twórczość miała charakter eklektyczny, łączył stylistykę szkół Rinpa i Tosa z elementami malarstwa chińskiego i zachodniego, z którego zaczerpnął technikę perspektywy zbieżnej. W swoich obrazach przedstawiał realistyczne tematy zaczerpnięte z natury. Wykonywał niewielkie, ręcznie kolorowane drzeworyty oraz kompozycje o nazwie megane-e, w których dzięki wykorzystaniu sprowadzonemu z Holandii przyrządowi optycznemu zwanemu przez Japończyków nozoki karakuri możliwe było bezbłędne wykreślanie perspektywy i wyrazisty światłocień, dający wrażenie trójwymiarowości obrazu.

## Galeria

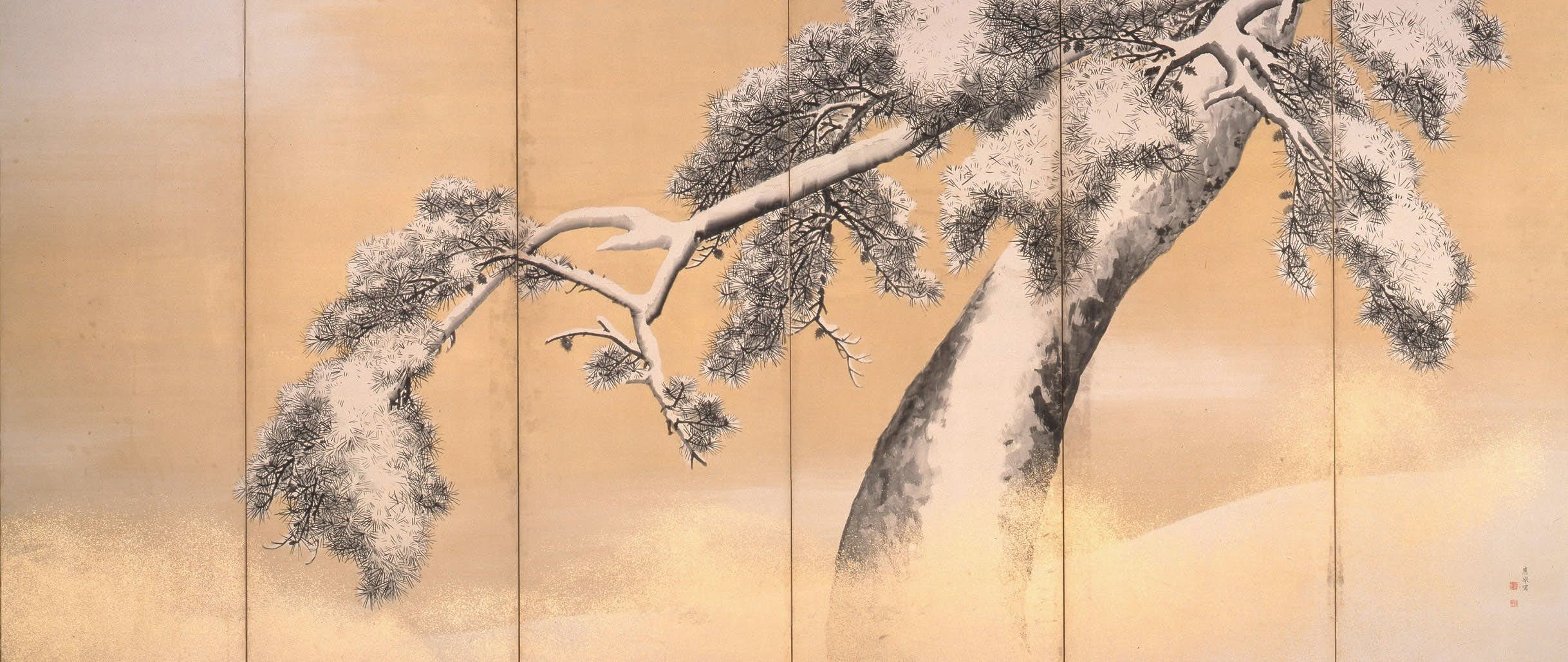
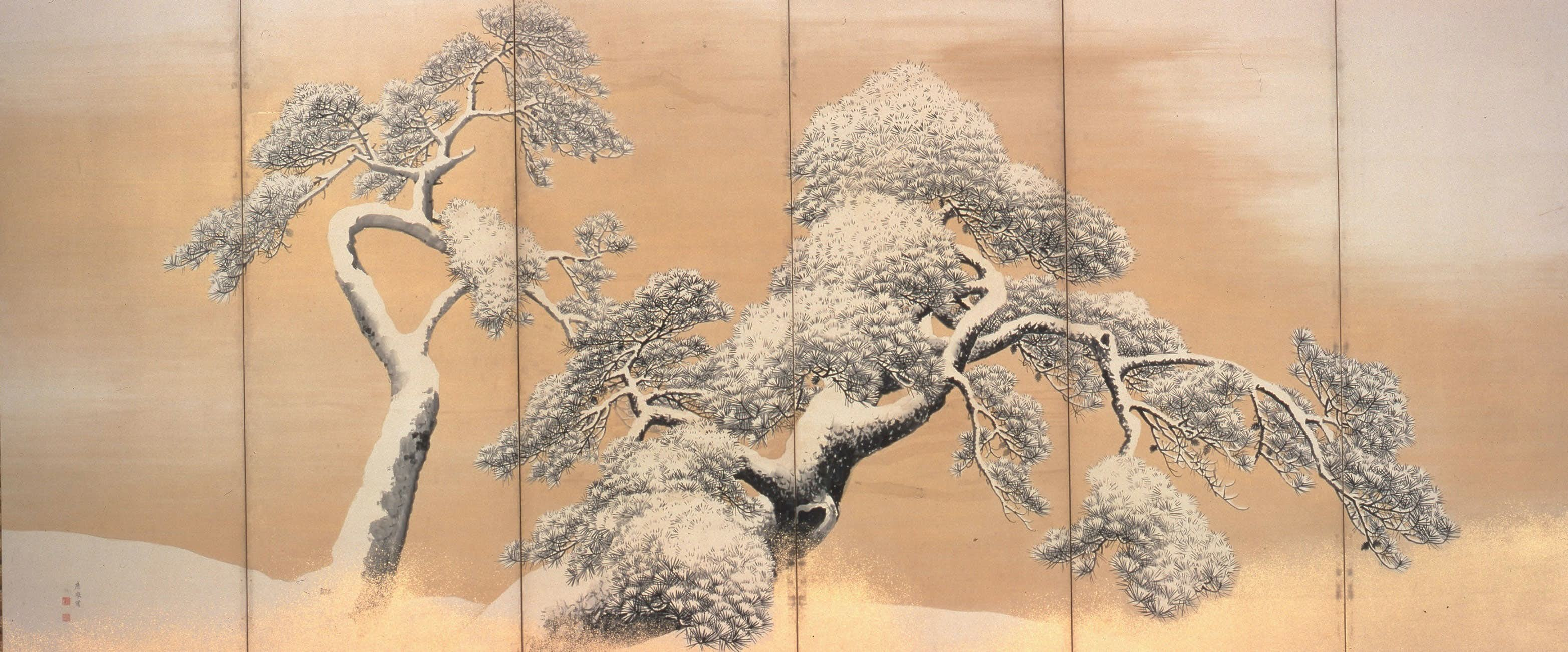
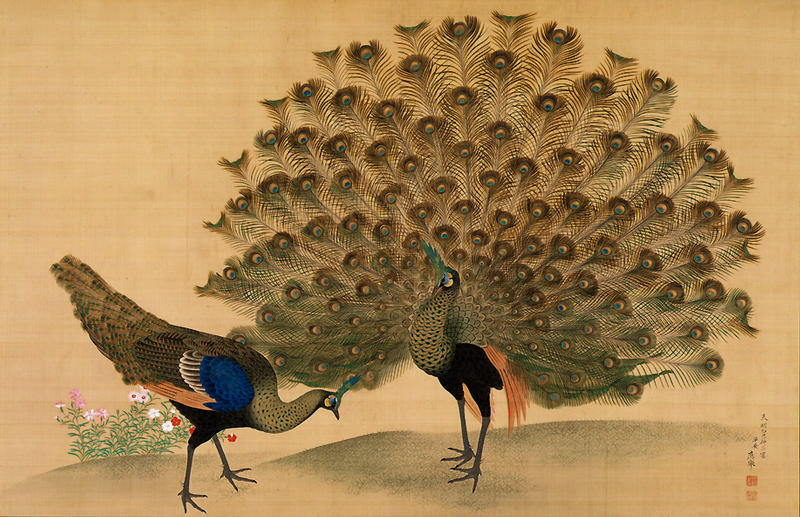
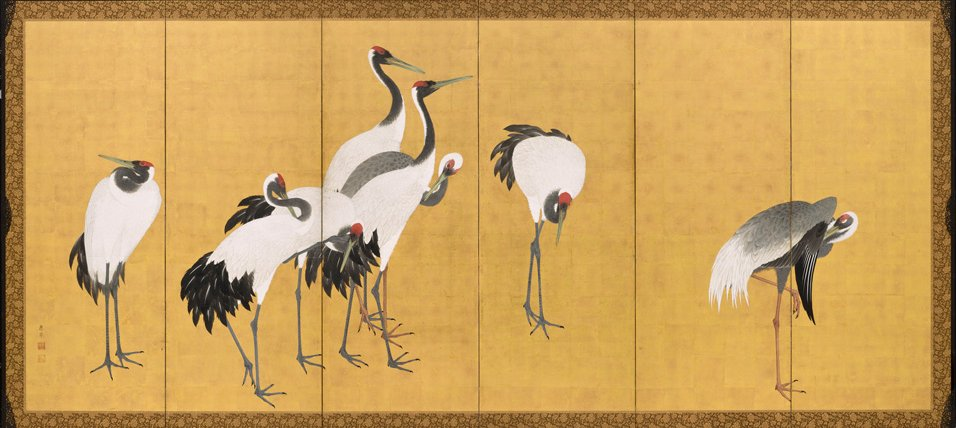
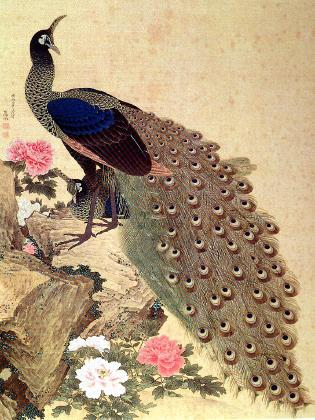